# Austrohormius sculpturator
Austrohormius sculpturator är en stekelart som beskrevs av Sergey A. Belokobylskij 1989. Austrohormius sculpturator ingår i släktet Austrohormius och familjen bracksteklar. Inga underarter finns listade.